# Libro dei gatti
Il Libro dei gatti (in spagnolo: Libro de los gatos) è un trattato del periodo medievale in Spagna, che fu originariamente scritta in latino nella prima metà del XIII secolo, da Odo de Cheriton, un predicatore inglese. La traduzione fu scritta da un monaco anonimo. L'opera comprende 66 favole, di cui sette si riferiscono ai gatti.
Nell'opera è sottintesa una critica contro la corruzione della Chiesa e dello Stato. Inoltre, mette in evidenza gli insegnamenti che il Catarismo voleva introdurre nella Chiesa.
Il nome del libro ha una carica simbolica, perché il gatto è considerato un essere enigmatico, astuto e misterioso.